# Sarisa muriferata
Sarisa muriferata là một loài bướm đêm trong họ Geometridae.